# Cima di Lan
Cima Lan è una montagna delle Alpi alta 1.261 m. Si trova nel comune di Arsiè, nella provincia di Belluno sudoccidentale, alla destra del Cismon.

## Caratteristiche

### Fauna
Le specie maggiormente presenti sono: cervi, caprioli, lepri e forse vi compaiono la lince e l'orso. I principali volatili sono falchi, corvi e poiane.

### Flora
Le principali piante ad alto fusto sono abeti, larici, faggi, noci e acacie, mentre si trovano molto facilmente "cespugli" di nocciolo e ciliegio selvatico.

### Clima
Il clima è simile a quello alpino con inverni rigidi che abbondano di nevicate ed estati fresche con temperature comprese tra i 15-25 °C con massime quasi sempre sotto i 30 °C. La piovosità annua si aggira tranquillamente sopra i 1200 mm all'anno.

## Croce di Lan
La Croce di Lan fu eretta il 22 ottobre 1901. Nel 1920 fu colpita da un fulmine. Lo squarcio era molto visibile, specialmente negli ultimi anni a causa delle intemperie. Verso il 1954 in occasione dello scavo, avvenuto in quel luogo, delle pietre occorrenti per l'ampliamento dell'Istituto Montano di Col Perer, essa fu abbattuta e sostituita con un'altra. La nuova croce di vetta venne offerta dal proprietario del luogo Angelo Cescato (Deda) e benedetta dal parroco di Rivai don Giovanni Thiella, il 28 ottobre 1951, festa di Cristo Re.

## Cima Lan e la prima guerra mondiale
Il forte Cima Lan faceva parte dello sbarramento Brenta-Cismon. I lavori di costruzione iniziarono nel 1900 e non furono finiti per lo scoppio della prima guerra mondiale. Data la distanza dal fronte, il forte non ebbe molta importanza nel conflitto, ma durante la ritirata italiana, esso venne fatto saltare in aria per non lasciarlo agli austriaci che avanzavano. Quando in funzione, il forte era armato con quattro cannoni da 149 A in cupole corazzate girevoli più alcune mitragliatrici in postazioni blindate.

## Cima Lan ai tempi nostri
Al giorno d'oggi ormai i resti del forte sono distrutti, in parte crollati nella ritirata, mentre le parti ancora riutilizzabili vennero prese dai paesani dei paesi sottostanti; i resti principali sono:
- Il forte (ricoperto dalla vegetazione);
- Caserma, Scuderia e la Casa del Capitano.

Il primo si trova sulla cima del monte (1261 m s.l.m.) in parte ricoperto dalla vegetazione; esso è composto da una centrale elettrica, una polveriera ormai crollata, e i resti delle cupole dove una volta stavano i cannoni.
Mentre gli ultimi tre si trovano sulla strada per raggiungere il forte.

## Cima Lan e monte Lisser
Sul monte Lisser, monte opposto a Cima Lan, si trova un forte gemello: il Forte Lisser.

## Galleria d'immagini

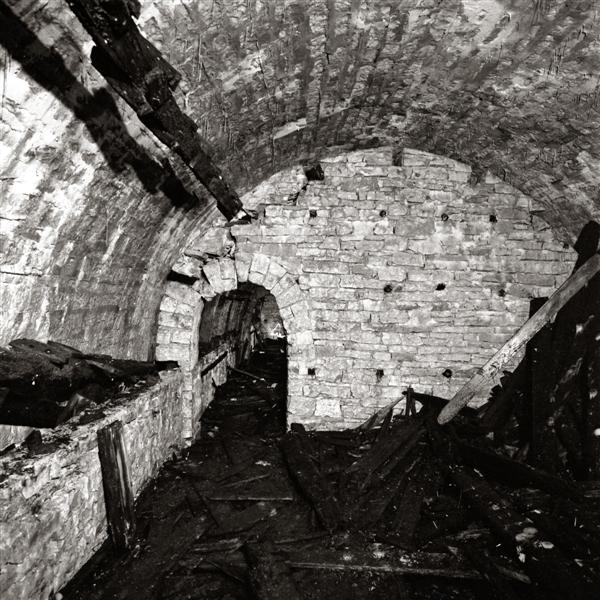
Una stanza della polveriera.
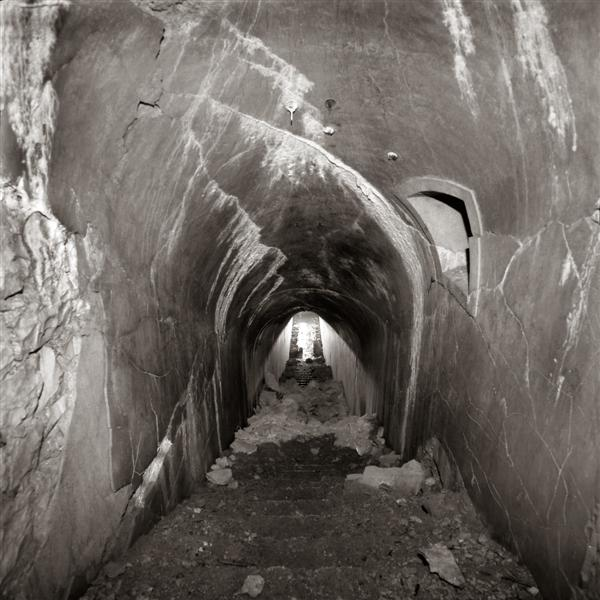
L'entrata della polveriera.
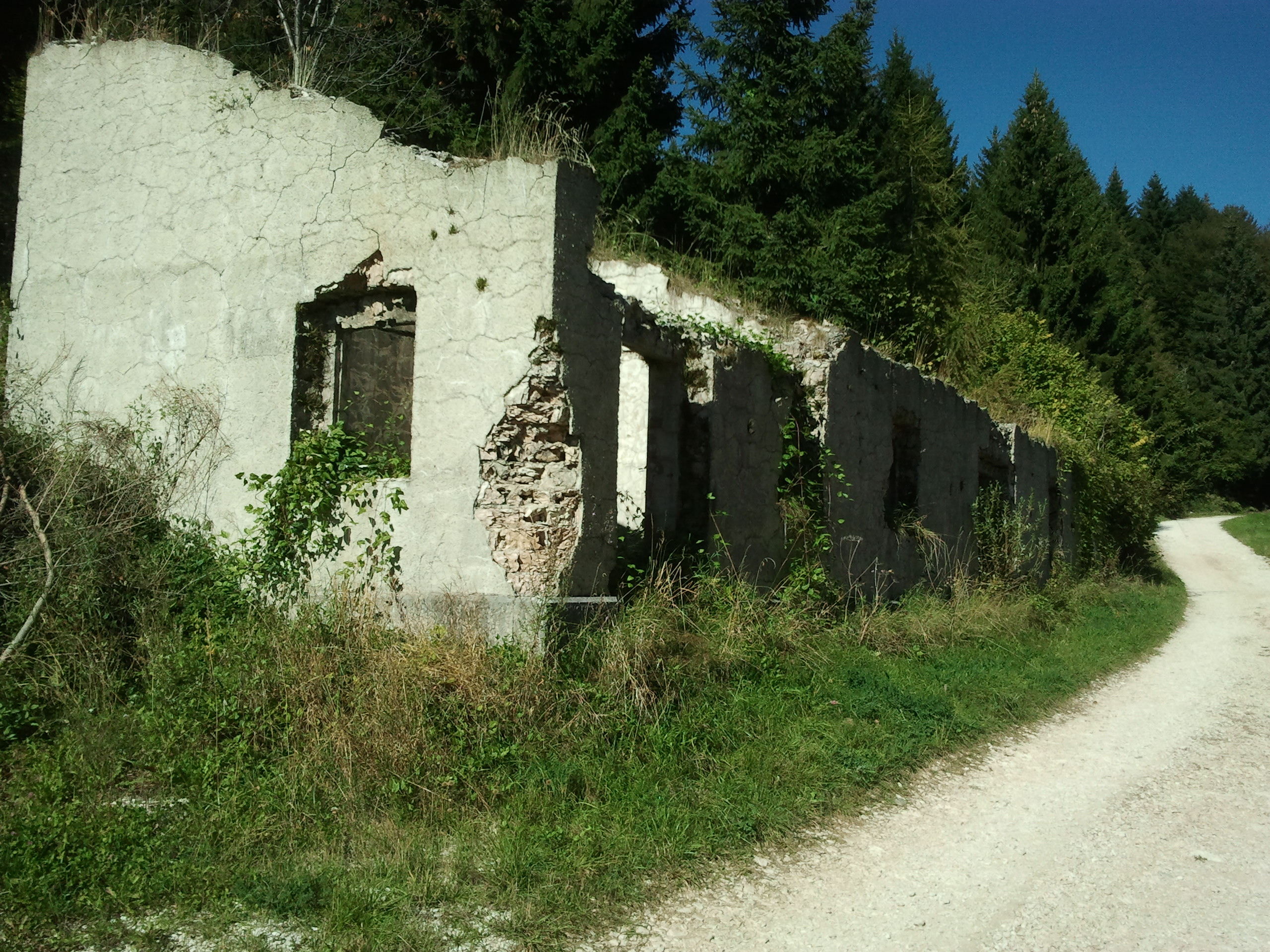
I resti della scuderia del forte.
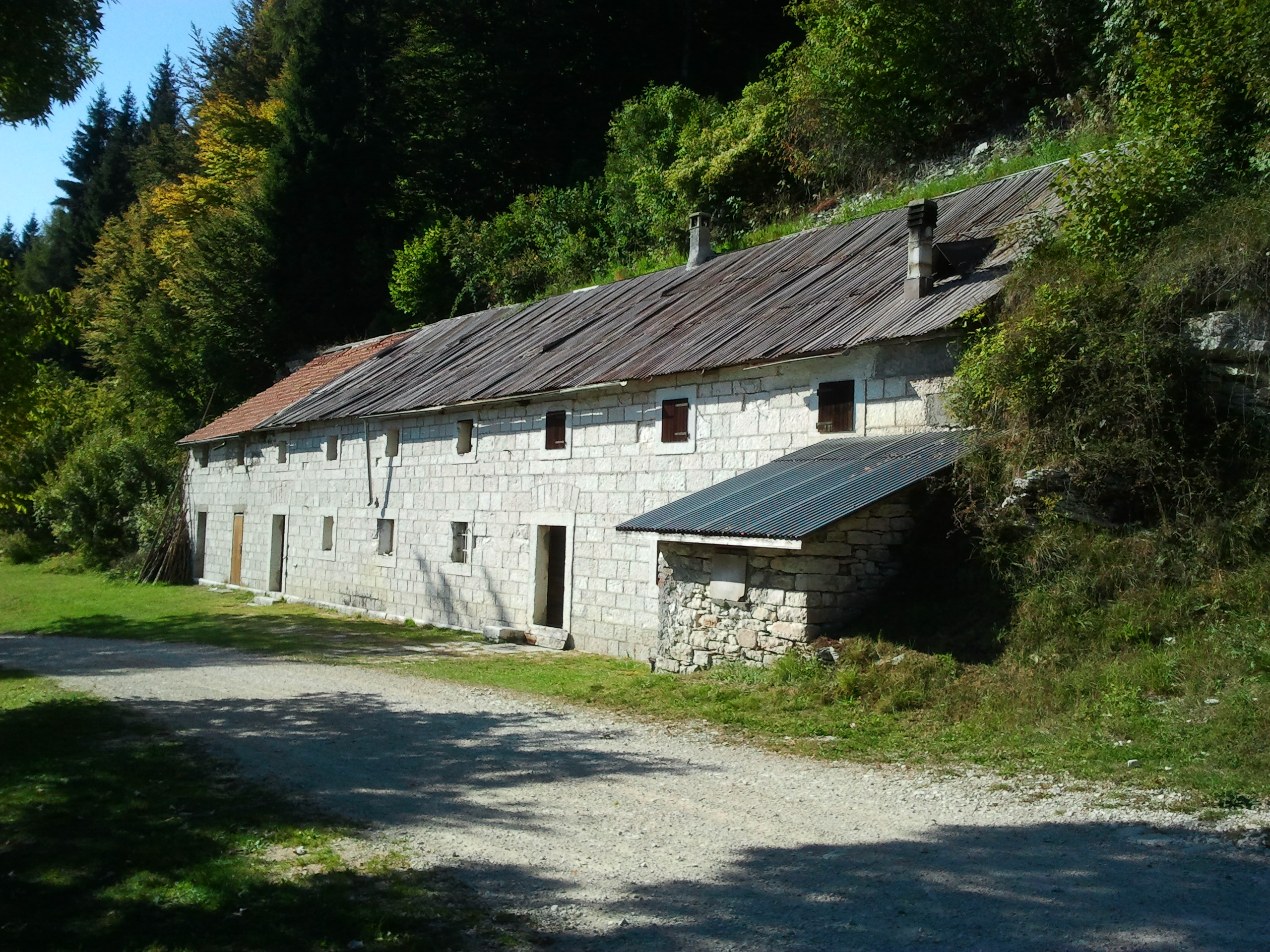
La caserma del Forte Cima Lan.
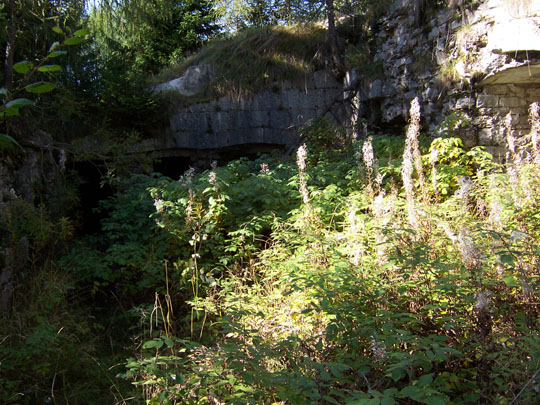
Entrata alla centrale ormai del tutto ricoperta dalla vegetazione.
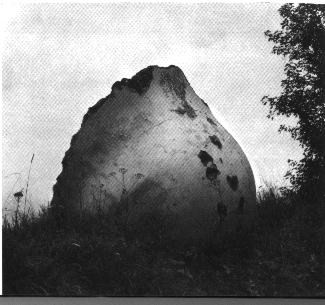
Cupola di un generatore, che dopo l'esplosione è rotolata fino alla strada sottostante.
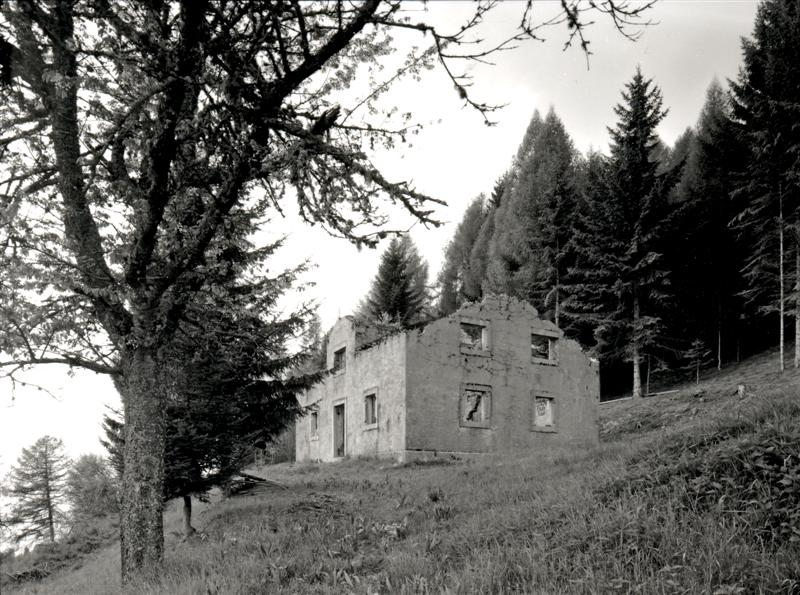
La casa del capitano.